# Wilson Park

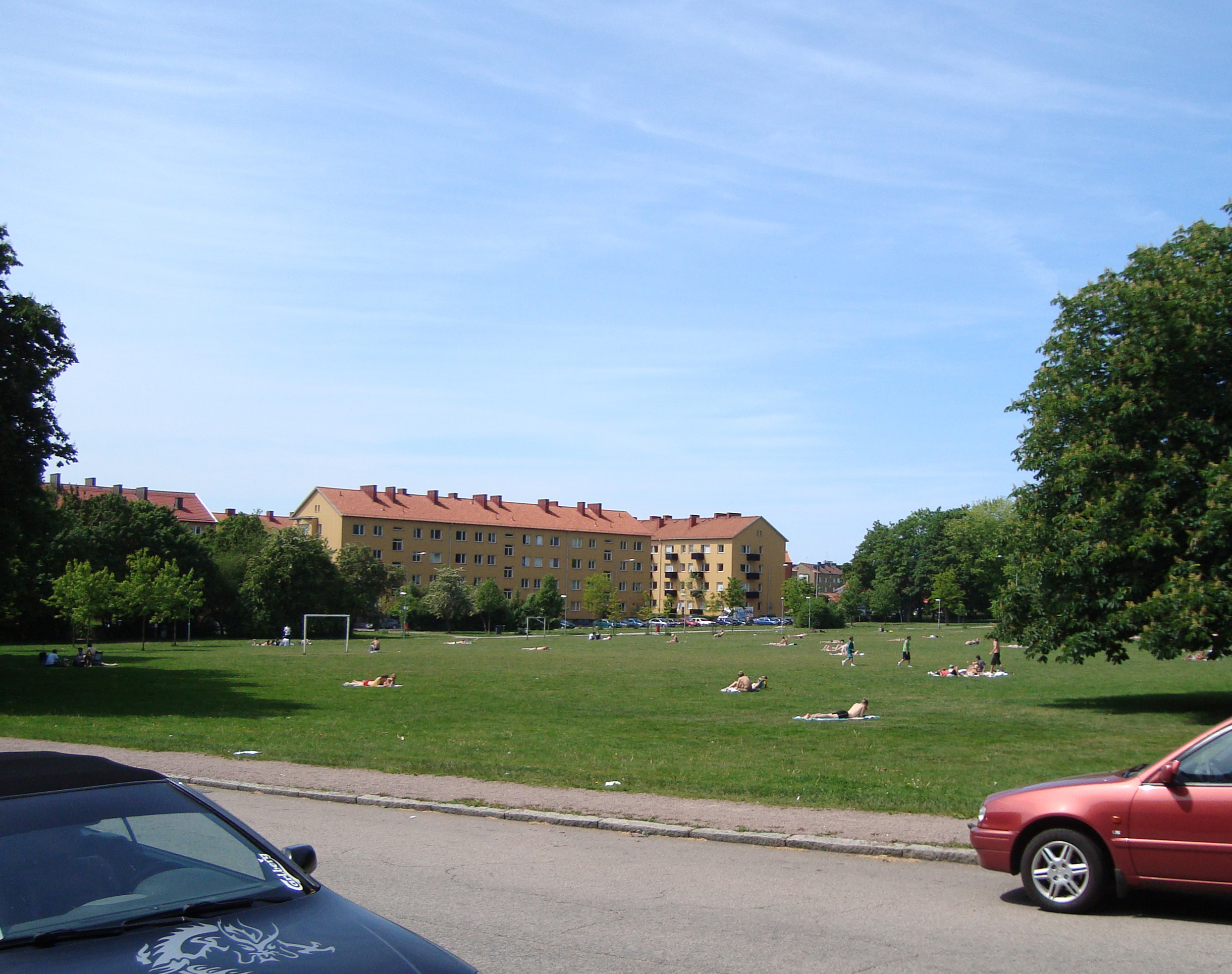
Viskängen.

Wilson Park är en stadsdel i Helsingborg belägen öster om stadsdelarna Eneborg och Högaborg, uppkallad efter byggmästare A.J. Wilson. Stadsdelen består av bostadsområdena Wilson Park och Anneberg. Vid årsskiftet 2023/2024 så hade statistikområdet Wilson Park 1768 invånare

## Stadsbild

### Wilson Park
Bostadsområdet Wilson Park avgränsas i norr av Filbornavägen, i öster av Jönköpingsgatan, i söder av Örebrogatan och i väster till största delen av Viskängsstråket. Bebyggelsen består till största delen av villabebyggelse, men med inslag av radhus och flerbostadshus på sina ställen. Ett av de mer enhetliga villaområdena är området längst i norr, norr om Skånegatan. Har ses flera villor från samma tidsperiod och i liknande utförande. Mest dominerande är klassicistiska villor med putsade fasader och branta takfall. Gatustrukturen är strikt rutmässig och domineras av en lummig allé längs Gotlandsgatan. En mer gles allé av plataner ses längs Skånegatan. Vid Värmlandsgatan ligger en liten, sluten grön plats som delar gatan i två grenar, kallad "Fyrkanten". Platsen omsluts av en tät, tuktad växtlighet bestående av häckar och dubbla trädrader. Under träden bildar kronorna tak, medan buskarna har en väggliknande karaktär. Mellan buskarna och trädkronorna finns ett mellanrum som därigenom får karaktären av fönster ut från det gröna rummet. Innanför denna struktur finns en öppen grönyta.
Söder om Skånegatan är bebyggelsen mycket mer heterogen, vilket särskilt markeras av att Skånegatans södra sida utgörs nästan uteslutande av senmodernistiska radhus. Mot Jönköpingsgatan ligger flerbostadshus i tre våningar, vilket ger gatan något av en centrumkaraktär för stadsdelarna Wilson Park, Husensjö och Fältabacken. Bakom Jönköpingsgatan dominerar dock villabebyggelsen, men inte av samma sammanhållna karaktär som i den norra delen. Fristående villor varieras här med en del flerbostadshus och gatehus. Gatehusen ligger i synnerhet längs Falsterbogatan, men kan även ses på andra platser i området. Här finns även ett mindre bostadsområde från 1980-talet i två våningar. Längst i väster, på Munkängen alldeles norr om Viskängen, ramas bostadsområdet in av fyra diagonala trevåningshus i rödbrunt tegel. Strax öster om dessa kan man även hitta tre fristående flerbostadshus i form av stadsvillor från 1996.

### Anneberg
Söder om Örebrogatan tar bostadsområdet Anneberg vid. Kring Köpingevägens södra del finns en antydan av försök till flerbostadsbebyggelse från 1800-talets slut. Längst i väster, mot Viskängsstråket, återkommer flerbostadsbebyggelsen söder om Viskängen i form av ett bostadsområde med trevåningshus i gult tegel. 
Bland grönområdena dominerar det förutnämnda Viskängsstråket, som följer stadsdelens västra sida i hela dess längd. Stråket består av ett antal mindre ängar, där den största utgörs av Viskängen. Under sommarhalvåret används Viskängen ofta för solbad, grillning eller andra utomhusaktiviteter. Strax söder om denna finns den mindre Källängen, där man kan finna en minigolfbana. Förutom Viskängsstråket finns i sydost den mindre Lillängen, som till största delen utgörs av en öppen gräsplan med lekplats.

## Historik
Området är namngivet efter byggherren Anders Jönsson Wilson som 1895 köpte upp farm 108 i vad som då var stadens östra utkant. Wilson hade under 1870- och 80-talen vistats i USA där han tagit stort intryck av de villastäder han fann där. Det var dessa han ville förverkliga i Helsingborg när han köpte upp farm 108 med målet var locka stadens bättre bemedlade medborgare. En tomtindelningsplan upprättades och 1896 färdigställde Wilson sitt eget hus, Villa Nyhem, på en av tomterna. Trots att man lyckades sälja en del tomter till mer välbärgade personer, föredrog de flesta av dessa stadsdelarna Norr, Pålsjö och Tågaborg i stadens norra delar. Detta stod rätt snart klart för Wilson, som ändrade strategi och istället fokuserade på stadens arbetare. Flera av tomterna delades helt enkelt in i fyra mindre tomter och kvarteren Tigern och Lejonet delades in i sammanlagt 26 tomter. För stadens arbetare, varav flera ville söka sig bort från trångboddheten i stenstaden, var de ljusa och hälsosamma villakvarteren ett attraktivt alternativ och försäljningen gick därför lysande. Området kom att bli början till en egnahemsbyggnation i staden.
Samma år som Wilson förvärvade farm 108 köpte slaktaren Anton Andersson upp farm 113, strax söder om den förra. På en del av egendomen lät han samma år uppföra ett landeri åt sin familj, som nyttjade detta som sommarbostad. Andersson lät sedan stycka upp resterande delar av markerna som tomter. Han lät stadsingenjör Robert Söderqvist upprätta en kvarters- och tomtdelningsplan, som stod klar 1898. För att undvika Wilsons misstag lät Andersson redan från början dela in området i mindre tomter och därför delades farm 113 in i 98 tomter.
En stadsplanetävling utförd 1905–06 ledde till ett förslag om att Västkustbanan, som sträckte sig genom stadens centrala delar, istället skulle dras i en östlig sträckning, strax väster om de två nybyggda bostadsområdena. Detta ledde till att ett långt nord-sydligt stråk från Fredriksdal och Olympia ner till Fältabacken fredades för bebyggelse. Då dessa planer aldrig förverkligades användes en stor del av området som koloniområde innan det mellan 1954 och 1963 omvandlades till ett parkstråk kallat Viskängsstråket.
Under perioden 1911–30 uppfördes ytterligare hus inom bostadsområdena och på 50-talet tillfördes flerfamiljshus till områdets ytterkanter som numer har en blandad karaktär av  villabebyggelse, radhusbebyggelse och mer stadsmässig bebyggelse.

## Befolkningsutveckling
| Befolkningsutvecklingen i Wilson Park 2000–2020 | Befolkningsutvecklingen i Wilson Park 2000–2020 | Befolkningsutvecklingen i Wilson Park 2000–2020 | Befolkningsutvecklingen i Wilson Park 2000–2020 | Befolkningsutvecklingen i Wilson Park 2000–2020 |
| ----------------------------------------------- | ----------------------------------------------- | ----------------------------------------------- | ----------------------------------------------- | ----------------------------------------------- |
|                                                 |                                                 |                                                 |                                                 |                                                 |
| År                                              |                                                 |                                                 | Folkmängd                                       |                                                 |
| 2000                                            | 2000                                            |                                                 | 1 959                                           |                                                 |
| 2001                                            | 2001                                            |                                                 | 1 960                                           |                                                 |
| 2002                                            | 2002                                            |                                                 | 1 966                                           |                                                 |
| 2003                                            | 2003                                            |                                                 | 1 954                                           |                                                 |
| 2004                                            | 2004                                            |                                                 | 2 011                                           |                                                 |
| 2005                                            | 2005                                            |                                                 | 1 988                                           |                                                 |
| 2006                                            | 2006                                            |                                                 | 2 043                                           |                                                 |
| 2007                                            | 2007                                            |                                                 | 2 067                                           |                                                 |
| 2008                                            | 2008                                            |                                                 | 2 072                                           |                                                 |
| 2009                                            | 2009                                            |                                                 | 2 105                                           |                                                 |
| 2010                                            | 2010                                            |                                                 | 2 115                                           |                                                 |
| 2011                                            | 2011                                            |                                                 | 2 096                                           |                                                 |
| 2012                                            | 2012                                            |                                                 | 2 097                                           |                                                 |
| 2013                                            | 2013                                            |                                                 | 2 115                                           |                                                 |
| 2014                                            | 2014                                            |                                                 | 2 088                                           |                                                 |
| 2015                                            | 2015                                            |                                                 | 2 106                                           |                                                 |
| 2016                                            | 2016                                            |                                                 | 2 149                                           |                                                 |
| 2017                                            | 2017                                            |                                                 | 2 187                                           |                                                 |
| 2018                                            | 2018                                            |                                                 | 2 175                                           |                                                 |
| 2019                                            | 2019                                            |                                                 | 2 203                                           |                                                 |
| 2020                                            | 2020                                            |                                                 | 2 190                                           |                                                 |

## Demografi

### Befolkningssammansättning
Statistikområdet Wilson Park hade 2 190 invånare den 31 december 2020, vilket utgjorde 1,9 % av befolkningen i hela Helsingborgs tätort (här alla statistikområden i Helsingborgs kommuns innerområde, motsvarande Helsingborgs tätort inklusive vissa närliggande småorter). Medelåldern var vid samma tid 42,3 år, vilket var något högre än medelåldern för Helsingborg som helhet. Åldersfördelningen var något förskjuten åt högre åldrar, med en lägre andel invånare mellan 0 och 9 år, samt 20 till 39 år, medan åldersgrupperna 40 till 69 år var överrepresenterad. Den största åldersgruppen inom statistikområdet var 50 till 59 år med 17,2 % av befolkningen, och Wilson Park var också den stadsdel med högst andel av denna åldersgrupp i staden.
Andelen personer med utländsk bakgrund, alltså personer som antingen är födda utanför Sverige eller har föräldrar som båda är födda utanför Sverige, var inom statistikområdet 25,7 %, vilket var något lägre än andelen för övriga Helsingborg med 30,3 %. Av de invånare som var födda utanför Sverige hade Wilson Park en högre andel personer födda i Norden och övriga Europa än genomsnittet för staden och en lägre andel födda utanför Europa.
| Åldersfördelning (2020) |        |  |  |  |
| Åldersgrupp             | Andel  |  |  |  |
| 0–9                     | 9,4 %  |  |  |  |
| 0–9                     | 11,5 % |  |  |  |
| 10–19                   | 11,3 % |  |  |  |
| 10–19                   | 10,7 % |  |  |  |
| 20–29                   | 12,1 % |  |  |  |
| 20–29                   | 14,7 % |  |  |  |
| 30–39                   | 12,5 % |  |  |  |
| 30–39                   | 14,1 % |  |  |  |
| 40–49                   | 13,4 % |  |  |  |
| 40–49                   | 12,1 % |  |  |  |
| 50–59                   | 17,2 % |  |  |  |
| 50–59                   | 12,5 % |  |  |  |
| 60–69                   | 11,8 % |  |  |  |
| 60–69                   | 10,3 % |  |  |  |
| 70–79                   | 8,6 %  |  |  |  |
| 70–79                   | 8,8 %  |  |  |  |
| 80–                     | 3,7 %  |  |  |  |
| 80–                     | 5,1 %  |  |  |  |
|                         |        |  |  |  |
|                         |        |  |  |  |
| Medelålder              | 42,3   |  |  |  |
| Medelålder              | 40,7   |  |  |  |

| Utländsk bakgrund (2020)                |        |  |  |  |
|                                         |        |  |  |  |
| Andel                                   | 25,7 % |  |  |  |
| Andel                                   | 30,3 % |  |  |  |
| Födelseland (för födda utanför Sverige) |        |  |  |  |
| Region                                  | Andel  |  |  |  |
| Övriga Norden                           | 9,6 %  |  |  |  |
| Övriga Norden                           | 7,3 %  |  |  |  |
| Övriga Europa                           | 40,0 % |  |  |  |
| Övriga Europa                           | 37,8 % |  |  |  |
| Övriga Världen                          | 50,4 % |  |  |  |
| Övriga Världen                          | 54,8 % |  |  |  |

### Utbildning och inkomst
Befolkningen på Wilson Park hade den 31 december 2020 en högre utbildningsnivå än Helsingborg som helhet. Andelen invånare mellan 20 och 64 år med endast förgymnasial utbildning låg betydligt under genomsnittet för staden och andelen med eftergymnasial utbildning var högre än genomsnittet. Störst var andelen med eftergymnasial utbildning på 3 år eller högre, med 28,9 %. Medelinkomsten för statistikområdet uppgick 2020 till 439 800 kronor jämfört med 402 800 kronor för Helsingborg som helhet. Kvinnornas medelinkomst uppgick till 82,3 % av männens, vilket var en något lägre löneskillnad mellan könen än för hela Helsingborgs tätort där andelen uppgick till ungefär 80 %.
| Utbildningsnivå (2020) |        |  |  |  |
| Utbildning             | Andel  |  |  |  |
| Förgymnasial           | 8,9 %  |  |  |  |
| Förgymnasial           | 13,2 % |  |  |  |
| Gymnasial (≤2 år)      | 15,9 % |  |  |  |
| Gymnasial (≤2 år)      | 16,8 % |  |  |  |
| Gymnasial (3 år)       | 24,5 % |  |  |  |
| Gymnasial (3 år)       | 25,8 % |  |  |  |
| Eftergymn. (<3 år)     | 19,6 % |  |  |  |
| Eftergymn. (<3 år)     | 16,8 % |  |  |  |
| Eftergymn. (≥3 år)     | 28,9 % |  |  |  |
| Eftergymn. (≥3 år)     | 24,4 % |  |  |  |
| Ingen uppgift          | 2,3 %  |  |  |  |
| Ingen uppgift          | 3,0 %  |  |  |  |

| Förvärvsinkomst (2020) |         |  |  |  |
| Kön                    | Inkomst |  |  |  |
| Kvinnor                | 397,8   |  |  |  |
| Kvinnor                | 356,9   |  |  |  |
| Män                    | 483,1   |  |  |  |
| Män                    | 446,6   |  |  |  |
| Samtliga               | 439,8   |  |  |  |
| Samtliga               | 402,8   |  |  |  |

### Sysselsättning och hälsa
Arbetslösheten för personer mellan 20 och 64 år uppgick år 2020 till totalt 9,6 %, vilket var något lägre än genomsnittet för Helsingborg. Arbetslösheten för kvinnor var högre än den för män. Den öppna arbetslösheten uppgick till 4,4 %. Andelen förvärvsarbetande uppgick till totalt 77,1 %. Av de förvärvsarbetande i stadsdelen pendlade 978 personer till arbeten utanför stadsdelen, medan 429 personer pendlade in till arbeten inom stadsdelen från boende utanför Wilson Park.
Det genomsnittliga antalet utbetalda dagar med sjukpenning, arbetsskadesjukpenning, rehabiliteringspenning, sjukersättning och aktivitetsersättning från socialförsäkringen för stadsdelen uppgick år 2020 till 21 dagar, vilket var något lägre än de 23 dagar som gällde för Helsingborg som helhet. Ohälsotalet var större för kvinnorna än för männen, men för båda könen låg det under genomsnittet för staden som helhet.
| Arbetslöshet (2020) |        |  |  |  |
| Kön                 | Andel  |  |  |  |
| Kvinnor             | 10,1 % |  |  |  |
| Kvinnor             | 9,8 %  |  |  |  |
| Män                 | 9,0 %  |  |  |  |
| Män                 | 10,2 % |  |  |  |
| Samtliga            | 9,6 %  |  |  |  |
| Samtliga            | 11,1 % |  |  |  |

| Ohälsotal (2020) |       |  |  |  |
| Kön              | Dagar |  |  |  |
| Kvinnor          | 26    |  |  |  |
| Kvinnor          | 27    |  |  |  |
| Män              | 16    |  |  |  |
| Män              | 19    |  |  |  |
| Samtliga         | 21    |  |  |  |
| Samtliga         | 23    |  |  |  |